# Prix Carl-Friedrich-Gauss
Pour les articles homonymes, voir Gauss (homonymie).

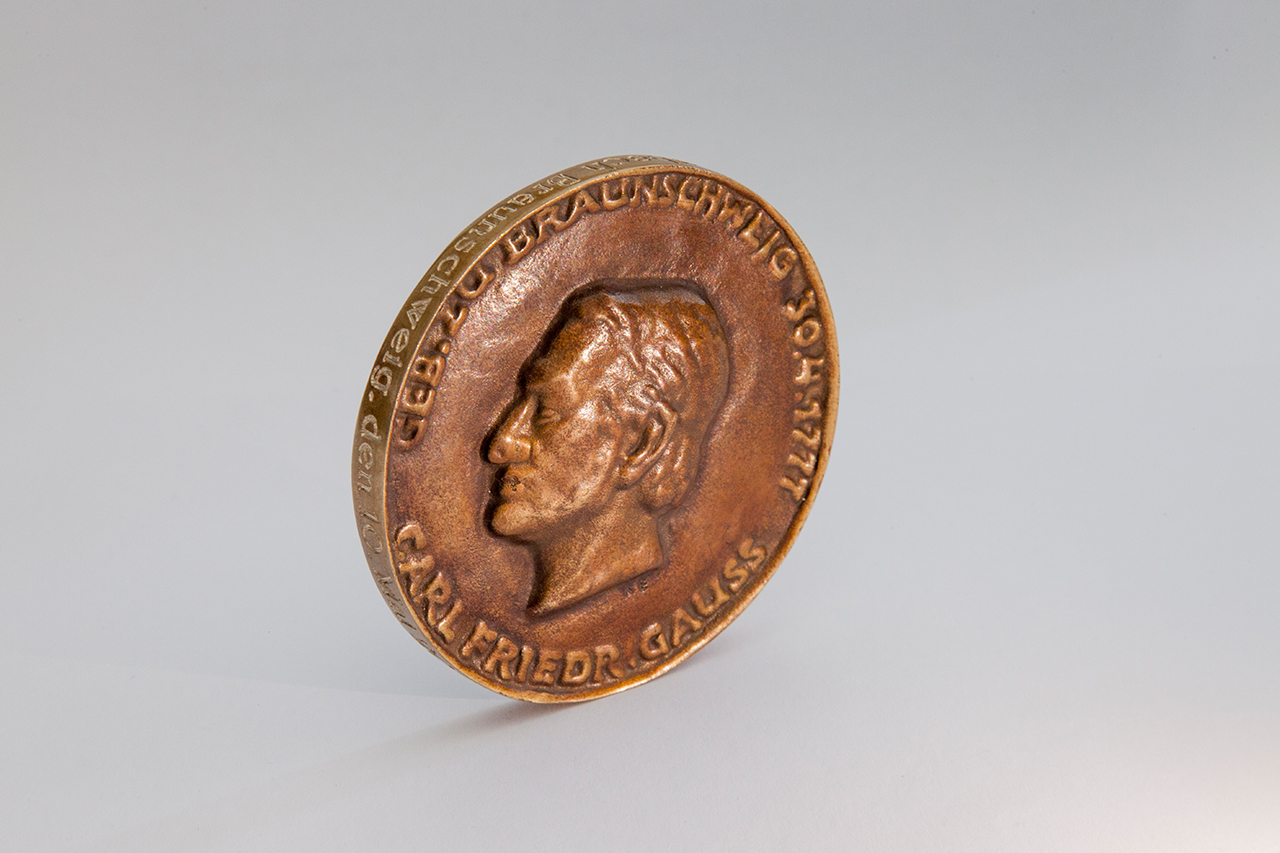
Prix Carl-Friedrich-Gauss

Le prix Carl-Friedrich-Gauss (plus précisément prix Carl-Friedrich-Gauss pour les applications des mathématiques) est une récompense attribuée conjointement par l'Union mathématique internationale et par l'Union mathématique allemande afin de récompenser les « contributions remarquables débouchant sur des applications significatives en dehors du champ des mathématiques ». Le prix est remis, en même temps que les médailles Fields et le prix Nevanlinna, à l'occasion du congrès international des mathématiciens. Le premier prix a été attribué en 2006 à Kiyoshi Itō.
Le prix, nommé d'après le mathématicien allemand Carl Friedrich Gauss, est accompagné d'une récompense en argent (10 000 USD en 2006). Il n'existe pas de limite d'âge pour être nommé, contrairement à la médaille Fields.

## Lauréats
- 2006 : Kiyoshi Itō ( Japon) « pour avoir posé les fondations de la théorie des équations différentielles stochastiques et l'analyse stochastique »[1],[2]
- 2010 : Yves Meyer ( France) « pour ses contributions fondamentales à la théorie des nombres, la théorie des opérateurs et l'analyse harmonique, et son rôle pivot dans le développement des ondelettes et de l'analyse de multirésolution »[3],[4]
- 2014 : Stanley Osher ( États-Unis) « pour ses contributions influentes à plusieurs champs des mathématiques appliquées et pour ses inventions de grande envergure qui ont changé notre conception des concepts physiques, perceptifs et mathématiques, nous donnant de nouveaux outils pour appréhender le monde »[5],[6]
- 2018 : David Donoho ( États-Unis) « pour ses contributions fondamentales à l'analyse mathématique, statistique et numérique de problèmes importants en traitement du signal »[7]
- 2022 : Elliott Lieb ( États-Unis) « pour des contributions mathématiques profondes d'une ampleur exceptionnelle qui ont façonné les domaines de la mécanique quantique, de la mécanique statistique, de la chimie computationnelle et de la théorie de l'information quantique»[8]